# عبد الفتاح عيد
عبد الفتاح محمود محمد عيد  وشهرته عبد الفتاح عيد
- ولد في  (16 ديسمبر 1958-) يقطن قرية كفر داود التابعة لمركز السادات - المنوفية.
- عضو في مجلس الشعب المصري، عن الدورة البرلمانية 2005-2010،عن دائرة منوف - السادات - سرس الليان
- عضو الكتلة البرلمانية لنواب الإخوان المسلمين

## التعليم
- دبلوم تجارة.

## النشاط السياسى
- سبق أن خاض انتخابات مجلس الشعب 2000م
- عضو مجلس الشعب عن الدائرة الانتخابية بمنوف والسادات محافظة المنوفية عن الدورة البرلمانية 2005-2010.

## معرض الصور

الحاج عبد الفتاح - مجلس الشعب الحاج عبد الفتاح - مجلس الشعب

## العمل
- أمين أول خزينة بشركة قها للأغذية المحفوظة بمركز بدر بالبحيرة.

## الخدمات
النشاط الإجتماعى: رعاية الأيتام وتقديم الدعم لهم وكذلك تكريم الأسر والأمهات المثاليات
- زيارات ميدانية للمرضى بالمستشفيات لمواساتهم والتخفيف عنهم وتقديم المساعدات لهم
- إقامة مشروع الكشف والعلاج المجانى وصرف الأدوية للمرضى الفقراء والمحتاجين وإجراء العمليات الجراحية لهم مجانا
- توفير آلاف الوظائف لأبناء دائرته
- إقامة مشروعات لدعم الفقراء وتوفير السلع الغذائية لهم ..

- ملف الخدمات الصحية
- العلاج على نفقة الدولة (عشرون مليون جنيه)
- نظراً لأتساع الدائرة من حيث الإمداد الجغرافي فهى تشمل ثلاث مراكز (منوف – سرس الليان – السادات) وكذلك وجود عدد كبير من المستشفيات العامة  ونظراً لتوسط الدائرة لدوائر أخرى مما أدى إلى وجود عبئ كبير من القرارات العلاجية على نفقة الدولة، فلقد بلغ عدد المستفيدين(16000) ستة عشر ألف من المرضى وبلغت قيمة القرارات (20000000) عشرون مليون جنيه.